# SN 2009fo
SN 2009fo – supernowa odkryta 14 maja 2009 roku w galaktyce A150634+2151. W momencie odkrycia miała maksymalną jasność 18,40m.